# 1414년

## 연호
- 명(明) 영락(永樂) 12년
- 일본(日本) 오에이(応永) 21년

## 기년
- 명(明) 성조 영락제(成祖 永樂帝) 12년
- 조선(朝鮮) 태종(太宗) 14년

## 사건
- 태종, 6조 직계제 실시.

## 탄생
- 11월 15일 - 조선의 제5대 국왕 문종. (~1452년)

### 미상
- 조선의 문신 노자형. (~1490년)
- 조선의 무신 오자경. (~1478년)
- 조선의 문관 황효원. (~1481년)

## 사망
- 조선의 완산부윤(完山府尹) 박경(朴經).
- 조선의 판한성부사(判漢城府事) 정요. (1331년~)
- 조선의 참찬의정부사(參贊議政府事) 이문화(李文和).
- 조선의 예조판서(禮曹判書) 성석인(成石因).
- 조선의 공안부윤(恭安府尹) 김미(金彌).
- 조선의 병조판서(兵曹判書) 이응(李膺).
- 조선의 한산부원군(漢山府院君) 조영무(趙英茂).
- 조선의 검교의정부우의정(檢校議政府右議政) 노숭(盧嵩). (1337년~)
- 조선의 상당군(上黨君) 이애(李薆). (1363년~)
- 조선의 개성부유후(開城副留後) 우홍부(禹洪富)
- 조선의 경승부윤(敬承府尹) 윤규(尹珪). (1365년~)
- 조선의 판한성부사 이지(李至)